# 横浜市立舞岡小学校
横浜市立舞岡小学校（よこはましりつ まいおかしょうがっこう）は、神奈川県横浜市戸塚区舞岡町にある公立小学校。

## 沿革
- 1987年（昭和62年）4月1日 ‐ 横浜市立柏尾小学校から独立開校[2]。

## アクセス
- 横浜市営地下鉄 ‐ 舞岡駅から徒歩７分[3]。